# 兰州公交集团
兰州公交集团是中華人民共和國甘肅省蘭州市一家市属国有公交企业，總部位於七里河区西津东路493号，主要承担着兰州市近郊四区和兰州新区及周边地区城市客运任务。兰州公交集团下属第一至第七客运公司、新区客运公司共八个客运公司，另有10家分支机构和10家全资子公司。

## 歷史
公司成立於1953年。2003年，兰州市公共交通总公司改制为兰州公交集团有限公司。
2020年开始，由於兰州公交集团的收入已经低於成本，兰州公交集团未能向該公司的員工下發2022年6月至9月期間的的工资，該公司於是鼓勵公司員工自己向兰州农商银行貸款，未來公司再替員工還貸款。